# Paranothrotes opacus
Paranothrotes opacus är en insektsart som först beskrevs av Brunner von Wattenwyl 1882.  Paranothrotes opacus ingår i släktet Paranothrotes och familjen Pamphagidae.

## Underarter
Arten delas in i följande underarter:
- P. o. apicalis
- P. o. opacus
- P. o. hakkariana
- P. o. margaritae
- P. o. nigripes
- P. o. ornatus
- P. o. shelkovnikovi